# ダレン・イングランド
ダレン・イングランド（Darren England、1985年12月23日 - ）はイングランドのサッカー審判員。2022年からはPGMOLから国際サッカー連盟に推薦され、FIFAに国際審判員として登録されている。

## 来歴
2012年から2015年まではプレミアリーグで副審として活動。2017年のEFLリーグ2プレーオフ・ブラックプール対エクセター・シティの試合を担当し、セレクトグループ2に昇格。2020年8月からプレミアリーグ担当に昇進した。
2024年、PGMOLと日本サッカー協会 (JFA) との「審判交流プログラム」により、ダミアン・シルヴェストジャク（ポーランド）、ザシャ・シュテーゲマン（ドイツ）らと共に来日し、6月12日から約1ヶ月間、J1リーグの審判を担当した。

## 議論となった判定
2023年9月30日、イングランドはトッテナム・ホットスパー対リヴァプールの試合でVARを担当。リヴァプールFWルイス・ディアスのゴールが線審のオフサイドの判定で取り消しとなったが、イングランドを含めVAR担当はこの判定に介入しなかった。しかし試合後、PGMOLはこのVARの判断が誤りであったことを認め、イングランドはプレミアリーグ担当からしばらく外れることになった。